# Pieter Gheldolf
Pieter Gheldolf (? - Mesen, 14 december 1660) was een slachtoffer van de heksenvervolging in Europa. Hij stierf tijdens de foltering nadat hij van toverij beschuldigd was.

## Prikproef
Pieter Gheldolf was een kleine landbouwer uit Noordschote (Reninge) die gehuwd was en ten tijde van zijn proces drie meerderjarige zonen had, Louis, Jan en Adriaan, en een gehuwde dochter, Fransin. Door het leenhof van Mesen werd hij van toverij beschuldigd. Baljuw De Conijnck had vernomen dat Pieter een duivelsmerk op zijn schouder had en vroeg dat dit door een scherprechter of door een chirurgijn zou onderzocht worden. De Raad van Vlaanderen adviseerde positief: het lichaamsonderzoek zou door Jan Noorman uit Duinkerke worden uitgevoerd. De prikproef werd op 25 juli 1660 in Ieper uitgevoerd. De beul vond een duivelsmerk op Pieters rechterdij. Tot tweemaal toe stak hij een speld tot aan de kop erin: Pieter bleek geen pijn te voelen en er kwam ook geen bloed uit. Hieruit besloot de beul dat Pieter ontegensprekelijk een pact met de duivel had gesloten. Het leenhof ondervroeg Pieter Gheldolf op 29 juli 1660 over het teken op zijn dij. Pieter zei dat het een litteken was afkomstig van een zweer, dat hij wel degelijk gevoeld had dat de beul erin prikte, dat hij niet wist of er bloed uit gekomen was, doordat hij op dat ogenblik geblinddoekt was. Het leenhof van Mesen besliste daarop tot een nieuw onderzoek, dit keer door een dokter in de geneeskunde en twee chirurgijns uit Belle. Op 6 augustus 1660 kwamen deze specialisten tot de vaststelling dat de vlek op Pieters dij onnatuurlijk en dus des duivels was.

## Foltering
Pieter Gheldolf werd gefolterd door Jean de Reulle, de stadsbeul van Ieper. Toen hem door de griffier van het leenhof gevraagd werd hoe hij de foltering zou uitvoeren, verklaarde de beul hautain dat hij reeds 34 jaar praktijk had en dat hij zijn stiel kende. In de nacht van 13 op 14 december 1660, in de aanwezigheid van een chirurgijn maar niet van een dokter, plaatste hij Pieter Gheldolf in de halsband. De chirurgijn schoor Pieter kaal. Twee paters kapucijnen hadden voordien alle folterinstrumenten gewijd. Om 12 uur werd Pieter op een schabel (pijnbank) voor een groot vuur gezet. Met gewichten werd hij uitgerekt. Om half twee 's nachts stak de beul Pieter in een halsband die met koorden in de zijmuren was bevestigd. Pieters duimen werden opgespannen. Tot driemaal toe werd hij op de rug gegeseld. Ondertussen werd hij door de kapucijnen geëxorciseerd. Pieter kreeg een stola op het hoofd en werd voortdurend met wijwater besprenkeld. Op zeker ogenblik viel het schabel om: Pieter viel in het vuur en liep brandwonden op aan beide knieën. Rond vier uur 's morgens begon Pieter te hijgen en verminderde zijn polsslag. Hij werd op bevel van de chirurgijn uit de halsband bevrijd maar hij stierf. In opdracht van de familie werd een lijkschouwing uitgevoerd. Die wees uit dat Pieter 'half gebraden' was. Een van de paters kapucijnen getuigde dat de leenmannen van Mesen optraden 'als tirannen', dat Pieter gestorven was 'als een martelaar'.

## Raad van Vlaanderen
De procureur van de Raad van Vlaanderen vervolgde het leenhof van Mesen voor onzorgvuldigheid, o.a. omdat geen dokters aanwezig waren tijdens de nachtelijke foltering. Beul Jean de Reulle verklaarde dat hem niets te verwijten viel. Hij was slechts aan de 'styl ordinaire' qua pijniging gekomen, niet eens aan de extraordinaire stijl.